# Zo'é
Los zo'és (también conocidos como zo'es o zoes) son una tribu nativa de Brasil. Usan un idioma ancestral perteneciente a la familia tupí. Todos los Zo'es visten el poturu, una pieza de madera que les atraviesa el labio inferior: "No mantienen un registro escrito sobre de donde viene esta tradición pero sostienen una tradición oral. Siempre ha sido una nación de relatos, el poturu les distingue de otras naciones indígenas. Desde que tienen 6 años, niños y niñas llevan el poturu. Pequeño al principio, aumenta hasta las 7 pulgadas al llegar a la edad adulta. Los Zo'es tienen grandes plantaciones cerca de sus pueblos en las que cultivan yuca, plátanos, patatas dulces y urucum. Los padres evitan siempre cualquier patronazgo sobre sus hijos para que aprendan más rápido sobre sus propios errores. Muy raramente les castigan. Los Zo'es no viven dentro de la cosmovisión occidental basada en la mitología del progreso, por eso no definen su comunidad por  derechos internacionales; técnicamente desde su visión interna no son brasileños. Ellos duermen en hamacas colgadas del techo y viven en grandes casas rectangulares con techos de paja abiertos por todos los laterales.